# Церква Святого Каетана (Гоа)
Церква Святого Каетана (Igreja da São Caetano (Divina Providência)) — католицька церква, єдиний збережений купольний храм в Гоа. Побудований італійськими ченцями на честь засновника ордену театинців — святого Каетана, який привертав вірних самих різних віросповідань. Різьблені вівтарі зробили його найпопулярнішою пам'яткою серед туристів.

## Історія
Історія собору сходить до середини XVII століття, коли італійські монахи прибули до Індії за наказом папи римського Урбана VIII, щоб проповідувати християнство в Голкондському султанаті. Проте місія не вдалася, і ченці осіли в Гоа, де в 1661 році звели храм за типом знаменитого собору Святого Петра у Римі. Спочатку він був названий на честь Богоматері Божественного Провидіння, але пізніше перейменований в Святого Каетана. А Богоматері присвячено головний вівтар.

## Опис
Величезний і величний собор побудовано в коринфському стилі з латеритних блоків, оштукатурених вапном. У відповідності з традиціями театинців, він не має окремої дзвіниці, а прикрашений двома вежами. Колони фасаду з пілястрами підтримують фронтон з 4 нішами, в яких встановлені статуї апостолів.
Зовнішня архітектура є коринфською, а інтер'єри в стилі бароко і рококо. Неф і два проходи багато прикрашені барельєфами і квітковим орнаментом. Величний вид інтер'єру надає центральний купол, вікна якого яскраво висвітлюють усю залу.
Крім головного вівтаря Богоматері Божественного Провидіння, є ще 6: зліва три вівтарі присвячені святій Кларисі, Святому Сімейству і Богоматері Благочестя, праворуч — святим Агнесі, Хуану і Каетану. Всі вівтарі багато прикрашені майстерним різьбленням у стилі бароко, вкритим позолотою. На картинах італійських майстрів зображені сцени з життя святого Каетана. За вівтарем можна побачити склеп з підвалом.

## Відвідання
Церква Святого Каетана відкрита щодня з 9.30 до 17.00 години. Вхід вільний. Дістатися можна на таксі або автобусі з Панаджі.